# Maldivernas damlandslag i fotboll
Maldivernas damlandslag i fotboll representerar Maldiverna i fotboll på damsidan. Dess förbund är Football Association of Maldives (Maldivernas fotbollsförbund). Laget spelade sin första officiella landskamp mot Burma den 1 oktober 2004.